# 長府製作所
株式会社長府製作所（ちょうふせいさくしょ、英: CHOFU SEISAKUSHO Co.,Ltd.）は、山口県下関市長府に本社を置き、給湯機器や空調機器など住宅設備機器の製造販売を行う電機メーカーである。
給湯器では国内大手であり、石油給湯器と太陽熱温水器の生産シェアで国内トップクラス。東証プライム上場企業。キャッチフレーズは「快適をもっとたっぷり」。

## 概要
山口県下関市に本社を置く住宅設備機器メーカー。主力製品には、石油給湯器、ガス給湯器、エコキュート、ルームエアコン、太陽熱温水器、システムバス、システムキッチンがある。近年は、「技術でエコを変えていく」をテーマに省エネ製品に注力している。
グループ会社は、親会社である同社と連結子会社3社、非連結子会社1社、持分法適用会社2社から構成されている。

### 経営状況
2020年12月期におけるセグメント別売上高比率は給湯機器が48.3%、空調機器が41.9%であり、この2部門で売上高の9割を占め、同社の主力部門となっている。
海外輸出に関しては、2008年12月期に空調機器の輸出売上高は約50億円あったが、円高や安価な中国製品が欧州市場のシェアを拡大していることにより、リーマンショック以降は20億円まで落ち込んでいる。従来のエアコンは、日本の商社経由でイタリアやギリシャを中心に販売していた。その後、2010年にはイタリア、フランス、ドイツ、英国の空調機器メーカーと販売契約を結ぶ計画を立て、欧州戦略の再構築を図ろうとした。2018年の海外戦略では、同社は価格勝負ではなく、欧州、米国、オーストラリアを中心に環境配慮型の付加価値の高い製品を輸出することで海外市場の強化を図り、売上高の海外比率を現在の5%から10%へ高めることを目標に掲げている。
自己資本比率に関しては、93.0%と極めて高い水準であり、上場企業の中でもトップクラスである。

## 歴史

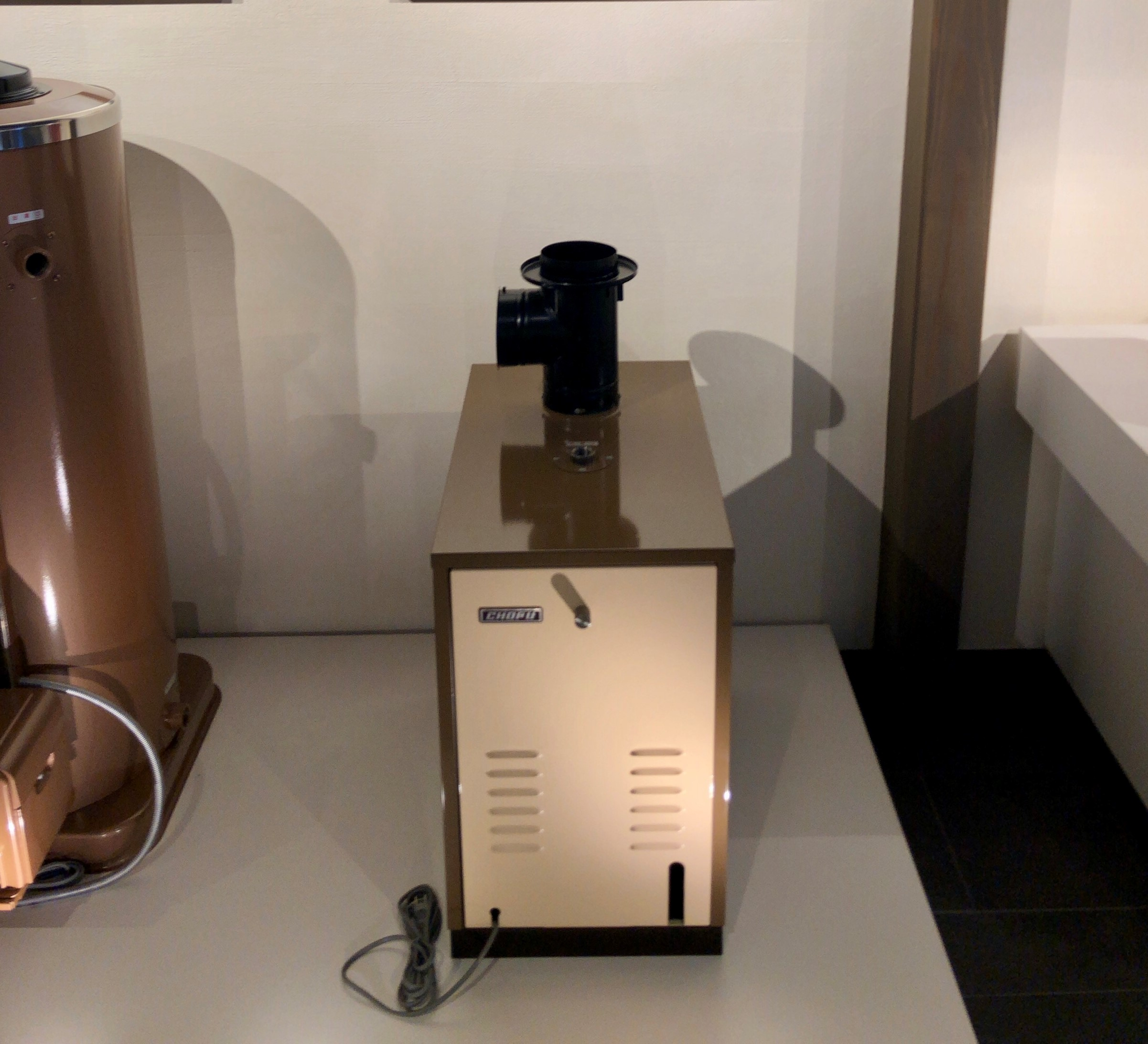
世界初の石油瞬間湯沸器

1954年7月に農機具（脱穀機、耕耘機など）メーカーとして創業。当初は、山口県経済農業協同組合連合会の長府工場を譲り受けて製品を製造していた。やがて乾燥機用の灯油バーナーの改良に成功したのを機に、現在の主力製品である石油給湯機器への礎を造り上げた。1963年には、家庭用温水ボイラの製造を開始し、住宅設備業界へ進出を図った。
1969年以降は、農機具メーカーからは完全撤退し、住宅設備機器メーカーに転身。1971年、同社が他社に先駆けて石油瞬間ボイラの開発に成功し「長府ボイラ」の名を一般に拡大させ、「西のソニー」とも評された。1979年の広島証券取引所上場時には、額面で1株50円の株が日本最高値の3700円に達し、自社株式の7割を保有する同社の社員やOBから億万長者が続出し大きな話題となった。この出来事により、会社を去る社員が多く現れ、中でも幹部社員らが競合するボイラー会社を設立したことは痛手であり、当時社長だった川上米男は「上場はしくじった。やめておけばよかった」と悔しんだ。同年、太陽熱温水器の製造販売を開始、その後も人工大理石浴槽、システムキッチンなどの製品を多角的に開発している。
2000年代に入ってからは、国内人口減少や新設住宅着工数の伸び悩み、消費税増税などによる経営環境悪化を見据え、企業買収による新規市場参入や資本・業務提携などを進めている。2007年7月1日にサンポットを子会社化し、同社の持つノウハウを元に暖房器具分野へ進出。2017年3月23日、大阪テクノクラートを子会社化し、社内に「エンジニアリング部門」を新設し、業務用給湯器市場への参入を図った。
2015年12月11日には、同じ給湯機器メーカーであるノーリツとの資本・業務提携を締結した。この提携により、安定的に商品・サービスを提供できる体制を取ることを目指している。

## 沿革
- 1954年（昭和29年）7月 - 資本金500万円をもって株式会社長府製作所設立[4]。
- 1963年（昭和38年）5月 - 栃木県塩谷郡高根沢町に栃木工場を建設[20]。
- 1974年（昭和49年）3月 - ステンレス浴槽の製造開始[4]。
- 1976年（昭和51年）
  - 2月 - 家庭用ルームエアコンの製造開始[21]。
  - 9月 - 滋賀工場建設[22]。
- 1979年（昭和54年）
  - 1月1日 - 株式額面変更のため、長府ボイラー株式会社に吸収合併。商号を同日付で「株式会社長府製作所」に変更[4]。
  - 9月 - 太陽熱温水器の製造開始[14]。
  - 9月20日 - 広島証券取引所上場[13]。
- 1980年（昭和55年）8月 - ファンヒーターの製造開始[23]。
- 1981年（昭和56年）3月 - 清原工場を建設[4]。
- 1984年（昭和59年）6月 - ガス給湯器の製造開始[4]。
- 1985年（昭和60年）9月 - 栃木工場を清原工場へ統合し、宇都宮工場に改称[24]。
- 1989年（平成元年）6月 - 人造大理石浴槽の製造開始[15]。
- 1991年（平成3年）7月 - システムバスの製造開始[4]。
- 1996年（平成8年）
  - 7月 - 本社工場がISO 9001を取得。
  - 11月8日 - 大阪証券取引所市場第二部上場[25]。
- 1997年（平成9年）
  - 宇都宮工場がISO 9001を取得。
  - 11月7日 - 東京証券取引所市場第二部上場[26]。
- 1998年（平成10年）
  - 6月1日 - 大阪証券取引所市場第一部及び東京証券取引所市場第一部に上場[4]。
- 2002年（平成14年）10月 - CO2ヒートポンプ機「エコキュート」の製造を開始[4]。
- 2003年（平成15年）
  - 2月 - 家庭用ガスコージェネレーションシステム「エコウィル」の製造を開始[4]。
  - 本社工場がISO14001を取得、滋賀工場がISO9001を取得。
- 2007年（平成19年）
  - 1月 - 潜熱回収型石油給湯器「エコフィール」の製造開始[4]。
  - 7月1日 - サンポット株式会社を子会社化[17]。
- 2008年（平成20年）
  - 8月 - 太陽熱利用給湯システム「エネワイター」を製造開始[4]。
- 2009年（平成21年）
  - 1月30日 -「エネワイター」が「省エネ大賞」を受賞[27]。
  - 4月 - ヒートポンプ式冷温水熱源機「エネフロー」の製造開始[4]。
  - 5月 - 家庭用燃料電池「エネファーム」の製造開始[4]。
  - 「エネファーム」が第14回新エネ大賞「新エネルギー財団会長賞」を受賞。
- 2010年（平成22年）
  - 高効率ガスふろ給湯器「エコジョーズ」の製造開始[4]。
- 2014年（平成26年）
  - 6月5日 -「蛍遊苑 長府製作所記念館」をオープン[28]。
  - 10月1日 - エネファーム用リモコンが「2014年度グッドデザイン賞」を受賞[29]。
- 2015年（平成27年）12月11日 - 株式会社ノーリツとの資本・業務提携を締結[19]。
- 2017年（平成29年）3月23日 - 株式会社大阪テクノクラートを子会社化[30]。
- 2022年（令和4年）4月1日 - サンポットと合併[31]。

## 歴代代表

### 歴代社長
|   | 氏名     | 就任日        | 退任日        | 出身校             |
| - | -------- | ------------- | ------------- | ------------------ |
| 1 | 川上米男 | 1969年12月    | 1987年3月14日 | 九州帝国大学農学部 |
| 2 | 福積忠男 | 1987年3月14日 | 1997年12月9日 | 明治大学商学部     |
| 3 | 川上康男 | 1997年12月9日 | 2012年3月23日 | 静岡大学工学部     |
| 4 | 橋本和洋 | 2012年3月23日 | 2019年3月22日 | 九州工業大学工学部 |
| 5 | 種田清隆 | 2019年3月22日 | （現職）      | 神戸大学工学部     |

### 歴代会長
|   | 氏名     | 就任日        | 退任日        |
| - | -------- | ------------- | ------------- |
| 1 | 川上米男 | 1987年3月14日 | 1990年2月25日 |
| 2 | 福積忠男 | 1997年12月9日 | 1998年3月27日 |
| 3 | 川上康男 | 2012年3月23日 | （現職）      |

## 主な事業拠点

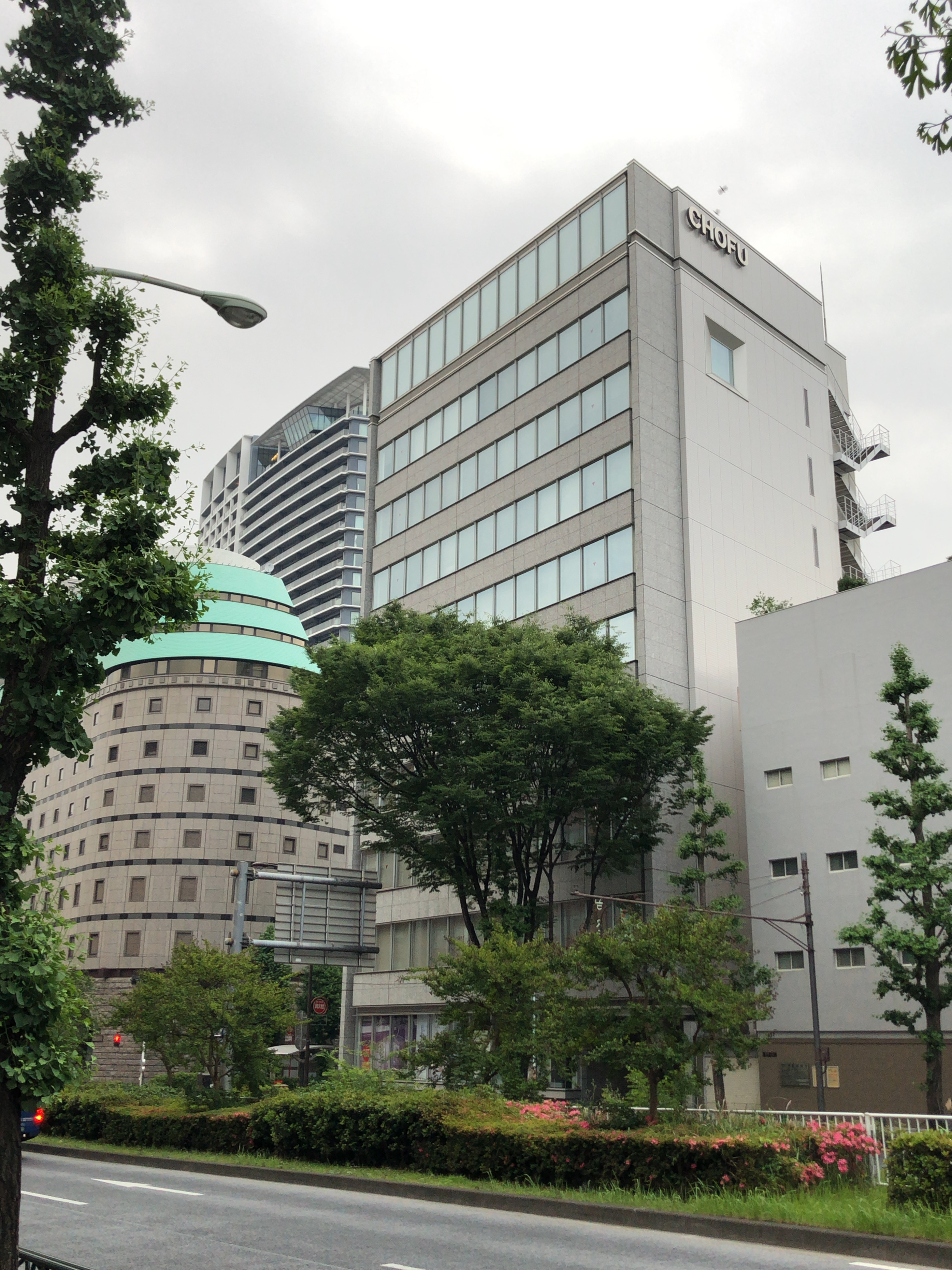
長府製作所 東京支店

### 本社・支店
| 拠点     | 所在地                    | 備考                            |
| -------- | ------------------------- | ------------------------------- |
| 本社     | 山口県下関市長府扇町2-1   |                                 |
| 東京支店 | 東京都新宿区新宿5丁目14-6 | 長府新宿ビル 1、2階             |
| 大阪支店 | 大阪府吹田市江の木町18-27 |                                 |
| 福岡支店 | 福岡市博多区綱場町9-20    | 長府博多ビジネスセンター 1、2階 |

### 工場
| 拠点       | 所在地                        | 生産品目                                             |
| ---------- | ----------------------------- | ---------------------------------------------------- |
| 宇都宮工場 | 栃木県宇都宮市清原工業団地30  | 石油給湯器、システムバス                             |
| 滋賀工場   | 滋賀県野洲市野洲1473-1        | エコキュート、電気温水器、ガス給湯器                 |
| 本社工場   | 山口県下関市長府扇町2-1       | 石油給湯器、ガス給湯器、太陽熱温水器、ルームエアコン |
| 花巻工場   | 岩手県花巻市北湯口第2地割1-26 | 暖房器具（サンポットブランド）                       |

### 過去
| 拠点     | 所在地                 |
| -------- | ---------------------- |
| 栃木工場 | 栃木県塩谷郡高根沢町   |
| 香川工場 | 香川県仲多度郡多度津町 |

## 関係会社

### 連結子会社
| 名称                               | 所在地         | 資本金    | 議決権の所有割合 |
| ---------------------------------- | -------------- | --------- | ---------------- |
| サンポットエンジニアリング株式会社 | 札幌市東区     | 1,600万円 | 100%             |
| 株式会社大阪テクノクラート         | 大阪府堺市堺区 | 4,000万円 | 100%             |
| 株式会社インサイトエナジー         | 大阪府堺市堺区 | 1,000万円 | 100%             |

### 非連結子会社
| 名称             | 所在地       | 資本金 | 議決権の所有割合 |
| ---------------- | ------------ | ------ | ---------------- |
| 長府機工株式会社 | 山口県下関市 | 1億円  | 100%             |

### 持分法適用会社
| 名称                   | 所在地         | 資本金    | 議決権の所有割合 |
| ---------------------- | -------------- | --------- | ---------------- |
| 株式会社リンク         | 山口県下関市   | 9,000万円 | 100%             |
| 株式会社システム・ソル | 横浜市神奈川区 | 1,500万円 | 100%             |

## 主な製品
- 給湯関連機器
  - 石油給湯器
  - エコフィール
  - ガス給湯器
  - エコジョーズ
  - エコキュート
  - 電気温水器

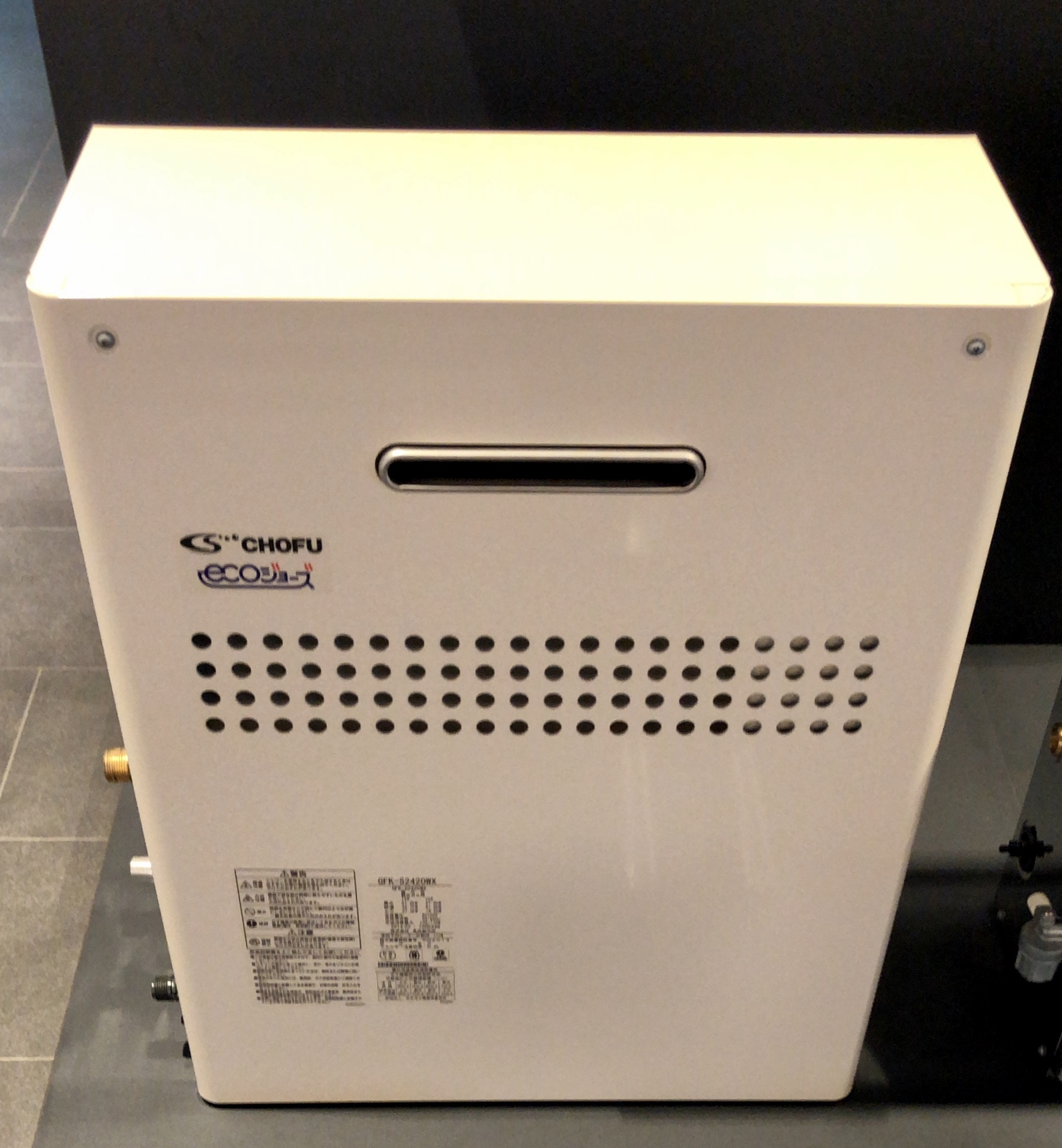
エコジョーズ

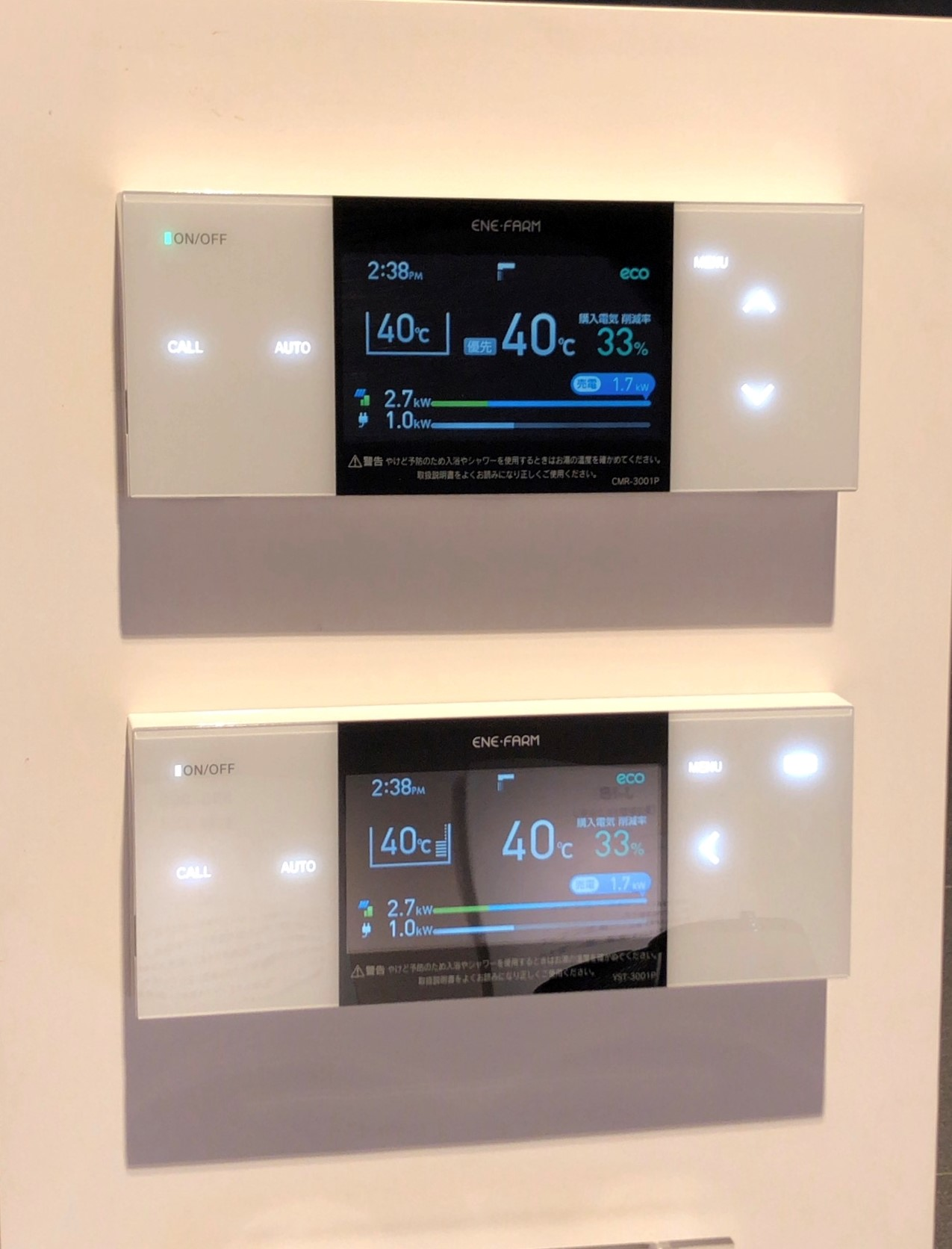
エネファーム用リモコン

  - エネファーム（東芝燃料電池システム、大阪ガス、ENEOS向けのOEM製品）
- 空調関連機器
  - ルームエアコン
  - 温水熱源機付エアコン
  - 温風暖房機
  - 温水暖房システム
- ソーラー関連機器
  - 太陽熱利用給湯システム「エネワイター」
  - 太陽熱温水機器「エコワイター」
  - ソーラー床下換気扇
- バス関連機器
  - システムバス
  - 浴槽
  - ミストシャワーサウナ
  - 洗面化粧台
- キッチン関連
  - システムキッチン

## 広告

### テレビCM

#### 現在の提供番組
- 坂上&指原のつぶれない店（TBS系列）[注 1][36]

#### 過去の提供番組

##### テレビ朝日系列
- パネルクイズ アタック25（朝日放送、児玉清司会時代一時期）

##### TBS系列
- 月曜ミステリー劇場
- 月曜ゴールデン
- 所さんのニッポンの出番!
- この差って何ですか?

##### 日本テレビ系列
- THE・サンデー
- 太田光の私が総理大臣になったら…秘書田中。
- 1億人の大質問!?笑ってコラえて!
- ZIP!
- 世界まる見え!テレビ特捜部

### スポーツ大会
- ボートレース - GIII企業杯（下関）

### イメージキャラクター

#### 現在
- 駒井蓮[37]

#### 過去
- 田丸麻紀
- 寺本純菜